# Mák Magda
Mák Magda; Mózer (Nyitra, 1925. szeptember 2. – ) magyar táncosnő, balettmester, pedagógus.

## Pályafutása
1936-tól 1940-ig az Operaház balettiskolájában tanult Nádasi Ferencnél. 1941 és 1976 között működött itt a társulat tagjaként. 1950 és 1971 között az Állami Balett Intézet tanára volt, közben 1959-ben megszerezte balettmesteri diplomáját. 1980-tól 1990-ig a hollandiai Brabants Conservatorium balettmestere volt, de tanított Németországban is. 2016-ban megkapta a Magyar Táncművészek Szövetsége Életműdíját. Mint címzetes magántáncosnő barátnőket, sellőket formált meg.
Első férje zenész, hegedűs, később Németországban karmester volt. A tőle született leánya művészi-tanári diplomát szerzett. A második férje magyar–francia tanár volt, harmadik férje Molnár Ferenc balettművész.